# Nasze przeboje (album Andrzeja i Elizy)
Nasze przeboje – album kompilacyjny zespołu Andrzej i Eliza zawierający jego największe przeboje, wydany formie kasety mangnetofonowej w 1994 roku.

## Lista utworów
| Strona A 1. „Czeka na nas świat” (sł. A. Rybiński, K. Logan) – (03:15) 2. „Zaloty jesienne Anno Domini 1971” (sł. A. Rybiński, B. Olewicz) – (03:23) 3. „Wstawanie wczesnym rankiem” (tł. Z. Kierszyn, sł. A. Rybiński, R.Burns) – (03:05) 4. „Święta we dwoje” (sł. A. Rybiński, E. Horbaczewska) – (02:50) 5. „Dobra miłość między nami” (sł. J. Kępski, K. Szemioth) – (02:25) 6. „Rzuciła mnie dziewczyna” (sł. A. Rybiński, B. Olewicz) – (02:40) 7. „W sześć lat po ślubie” (sł. A. Rybiński, B. Olewicz) – (02:15) | Strona B 1. „Idzie na deszcz” (sł. M. Dutkiewicz, W.Trzciński) – (03:40) 2. „Czas relaksu” (sł. A. Rybiński, B. Olewicz) – (03:20) 3. „Dzieląc świat na pół” (sł. A. Rybiński, M. Maliszewska) – (04:00) 4. „Z dobrego serca” (sł. A. Rybiński, E. Grochowiecka) – (03:15) 5. „Choćbyś przeszukała dziś cały świat” (sł. A. Rybiński, B. Olewicz) – (03:35) 6. „Kuglarskie Sztuczki” (sł. A. Rybiński, K. Logan) – (02:55) |